# Numerus Civium Romanorum
Der Numerus Civium Romanorum [Maximianus] (deutsch Numerus der römischen Bürger [der Maximinianische]) war eine römische Auxiliareinheit. Sie ist durch Inschriften belegt. Alternativ wurde als Name für die Einheit auch Numerus Collectus Regionariorum vorgeschlagen.

## Namensbestandteile
- Civium Romanorum: der römischen Bürger. Die Soldaten des Numerus wurden bei Aufstellung der Einheit aus römischen Bürgern rekrutiert.[A 1]

- Maximianus: der Maximinianische. Eine Ehrenbezeichnung, die sich auf Maximinus Thrax (235–238) bezieht. Der Zusatz kommt in der Inschrift (AE 1957, 338) an einer nachträglich ausgemeißelten Stelle vor.

- Collectus: der Zusammengestellte.[A 2]

- Regionariorum: der Regionarii. Regionarii waren Soldaten, die aus anderen Einheiten abkommandiert worden waren, um unter der Leitung eines Centurio regionarius die Überwachungs- bzw. Polizeiaufgaben in einem bestimmten Gebiet (in diesem Fall der regio Montanensis) zu übernehmen.[1][2][A 1][A 3]

## Geschichte
Der Numerus war im 3. Jh. n. Chr. in der Provinz Moesia inferior stationiert. Er ist erstmals durch die Inschrift (AE 1957, 338) nachgewiesen, die bei Montana gefunden wurde und die auf 235 n. Chr. datiert ist. Vermutlich war die Einheit mit der Sicherung des Municipiums Montanensium betraut.
Möglicherweise ging aus dem Numerus die Cohors III Collecta hervor, die von 253/254 bis 258 in Municipium Montanensium nachgewiesen ist.

## Standorte
Standorte des Numerus in Moesia inferior waren:
- Municipium Montanensium (Montana): Mehrere Inschriften wurden hier gefunden.

## Angehörige des Numerus
Folgende Angehörige des Numerus sind bekannt:

### Kommandeure
| - L(ucius) Coccei[us] Marcus, ein Centurio der Legio XI Claudia und Praepositus des Numerus (AE 1985, 746) - [M]aximian[us] Volsinis, ein Centurio der Legio II Augusta und Praepositus des Numerus (AE 1979, 550) | - Titus Flavius Iulius, ein Centurio der Legio I Italica und Praepositus des Numerus |

### Sonstige
| - Ant(onius) Mercurius, ein Reiter (AE 1911, 15) | - [S]eleucus, möglicherweise ein Librarius (Montana 2,20) |